# Gustavo Bordet
Gustavo Eduardo Bordet (Concordia, 21 de febrero de 1962) es un político y contador público argentino, miembro del Partido Justicialista, que se desempeñó como gobernador de la provincia de Entre Ríos desde el 11 de diciembre de 2015 hasta el 11 de diciembre de 2023.

## Comienzos
Gustavo Eduardo Bordet nació el 21 de febrero de 1962, en Concordia, Argentina; hijo de Elvio Bordet, quien fue intendente de Concordia entre 1987 y 1991. Tiene una hermana llamada Marcela. En la época de la última dictadura militar comienza a militar en el peronismo. En 1985 se graduó como Contador Público Nacional. Posee un posgrado en Desarrollo Regional en la Universidad de la República de Uruguay. Está casado y tiene 3 hijas.
Fue contador del Instituto de Ayuda Financiera a la Acción Social, concejal de Concordia y Coordinador de Administración de la sede de la Universidad Autónoma de Entre Ríos en Concordia. 
Fue ministro de Salud y Acción Social de la provincia durante la gestión de Jorge Busti en 2005.

## Intendente de Concordia (2007-2015)
Fue intendente de Concordia desde 2007 hasta 2015 (siendo reelecto en 2011).
En 2009 se produjo una inundación en Concordia a causa de las fuertes lluvias. Esto llevó a que el nivel del río Uruguay aumentara hasta 14,5 metros, cuando el promedio es de 3 metros. Por este motivo se debió evacuar a 3.200 habitantes.
En 2012 asumió como presidente del Consejo Departamental del Partido Justicialista de Concordia.

## Gobernador de Entre Ríos (2015-2023)
En las elecciones del 25 de octubre de 2015, fue elegido gobernador de la provincia de Entre Ríos por el Frente para la Victoria, acompañado por Adán Bahl. El candidato de la alianza Cambiemos, Alfredo de Ángeli, se había negado en un principio a conceder la victoria a Bordet «hasta que estén los resultados de la Justicia Electoral», que se dieron a conocer cinco días después de las elecciones.
En las elecciones de 2019 fue reelecto como gobernador de Entre Ríos tras ganar con el 57 % de los votos al candidato radical Atilio Benedetti que obtuvo el 35 %.

### Economía, industria y agricultura
En el área económica el gobierno provincial suscribió al Consenso Fiscal propuesto por el gobierno nacional en 2017. Mediante la Ley Tributaria 10.557 se dispone que el impuesto a los Ingresos Brutos e impuesto a los sellos se eliminarán por completo a partir de 2022 y el impuesto provincial sobre la base salarial (Ley 4035) se elimina por completo a partir de diciembre de 2019.
Durante su mandato se redujo un 20 % el gasto de funcionamiento del Estado provincial bajando un 4 % el número de empleados públicos. Dispuso el congelamiento de los ingresos al estado provincial, con lo cual se pasó de la tendencia alcista de la gestión anterior (del 3 % anual) a una tendencia de disminución de personal (a un ritmo del -0,3 %).
Para favorecer al sector agropecuario lanzó créditos a tasa 0 a todos aquellos productores afectados por las crecidas y las lluvias en el norte entrerriano beneficiando a productores arandaneros, forestales, citrícolas, ganaderos y apícolas.
En enero de 2018 el gobierno de Bordet publicó un decreto autorizando las fumigaciones con agrotóxicos a 100 metros de las escuelas rurales. Durante 2018 se produjeron protestas por esta causa, conocidas como «ronda de los martes». En agosto, el Foro Ecologista de Paraná y el sindicato docente Agmer presentaron un amparo ante la justicia de la provincia para frenar esta medida. El juez falló a favor de los peticionantes, prohibiendo las fumigaciones terrestres a menos de 1000 metros y aéreas a menos de 3000. El gobierno apeló el fallo pero la justicia volvió a darle la razón a los ambientalistas. En agosto de 2019, Bordet firmó un nuevo decreto (2239/19) con idéntico contenido que el que había sido impugnado en la justicia. La justicia rechazó en octubre de 2019 los recursos de amparo presentados por los ambientalistas pero le solicitó al gobierno que aumente las distancias de aplicación, contando desde la barrera vegetal y no desde el centro de la escuela.
En agosto de 2019 el gobierno nacional dispuso una baja transitoria del IVA hasta fin de año para algunos alimentos básicos. Esta medida fue denunciada por los gobernadores de varias provincias, incluido Bordet, debido a que implicaba una disminución en los fondos coparticipables. Bordet señaló que “los impuestos que estamos reclamando en un 50 % corresponden a las provincias”. La Corte Suprema falló a favor de las provincias, indicando que si bien el gobierno nacional podía reducir impuestos esto no debía afectar la coparticiación de las provincias.

### Justicia, seguridad y modernización del estado
A pocos meses de asumir su primer mandato dispuso el inicio de un proceso de modernización del recinto de la Cámara de Senadores. Durante el año 2017 se profundizaron las obras de incorporación de tecnología. En esta segunda etapa, se dotó a las bancas de los Senadores un nuevo sistema de audio, conexión a internet, una microcomputadora, un sensor de huella digital y un sensor de presencia en las butacas. Asimismo, se dispuso la reapertura de la principal puerta de acceso del público al recinto de la Cámara, que había permanecido clausurada durante 26 años.
A nivel judicial produjo la incorporación tecnológica y los desarrollos informáticos para avanzar en el expediente judicial, la expansión de la Mesa Virtual, el Sistema de Notificaciones Electrónicas y el seguimiento de expedientes administrativos, así como el pago de tasas y aranceles a través de home banking, el sistema de aranceles para Juzgados de Paz, el acceso al Registro Nacional de Reincidencia y el pago electrónico de estudios genéticos.
En 2018 llevó a cabo la reforma electoral provincial en busca de mayor transparencia y modernizar el sistema, teniendo como principales reformas aplicadas aplicando: La instrumentación de la Boleta Única Papel, la paridad de género para armar las listas integrando de forma igualitaria a hombres y mujeres, la incorporación a nivel provincial Primarias Abiertas Simultáneas y Obligatorias (PASO) como mecanismo para la selección de candidatos y la posibilidad de ejercer el derecho a voto voluntario a partir de las 16 años y mayor autonomía y autarquía financiera a la justicia electoral reduciendo el poder del gobernador en los procesos electorales y se incorporar un piso de participación de las minorías en las listas legislativas si superan el 15 % de los votos en las primarias.
A mediados de 2019, Bordet envió a la legislatura un proyecto de ley para reglamentar los juicio por jurados en la provincia. La ley fue aprobada en noviembre de ese año. En noviembre de 2020 comenzó el primer juicio por jurados en la historia de la provincia.
En 2019 su gestión ha recibido un reconocimiento por el Cippec, como la provincia más transparente en el uso de los fondos públicos. Durante su segundo mandato anuncio anunció la reducicción los gastos políticos y "públicos improductivos" y la creación de un laboratorio público de medicamentos, la creación de una agencia de inversión pública, incrementos en el impuesto rural para mejorar rutas, una reformas política y judicial, proyectos en materia de paridad de género, un nuevo código de faltas y un nuevo sistema previsional entre otras medidas.

### Obras públicas
En enero de 2018 presentó un plan de viviendas a través del IAPV, que en una primera etapa abarcó la construcción de 500 casas y luego se amplió a 1000. Según el gobierno este es el primer plan de viviendas con fondos provinciales en 20 años.
Continúo con la gestión del gobierno anterior que dejó prácticamente terminado el puerto de Ibicuy y el puerto de Concepción del Uruguay para operar; continuando con las obras del puerto de Diamante y el de La Paz para lograr  un sistema portuario integrado par reducir más de un 30 por ciento los costos de transporte a través del sistema portuario.
En el área de salud la provincia invirtió casi 90 millones de pesos en la compra de 40 ambulancias, de alta y mediana complejidad. Durante su gestión se llevó a cabo la descentralización del sistema de salud para generar una articulación que permita mejorar la atención primaria en los municipios.

### Gabinete gubernamental
| Ministerios del Gobierno de Gustavo Bordet              | Ministerios del Gobierno de Gustavo Bordet       | Ministerios del Gobierno de Gustavo Bordet                                                          |
| Cartera                                                 | Titular                                          | Período                                                                                             |
| ------------------------------------------------------- | ------------------------------------------------ | --------------------------------------------------------------------------------------------------- |
| Ministerio de Gobierno y Justicia                       | Rosario Margarita Romero Mauro Gabriel Urribarri | 1 de noviembre de 2017 - 10 de diciembre de 2023 10 de diciembre de 2015 - 1 de noviembre de 2017   |
| Ministerio de Economía, Hacienda y Finanzas             | Hugo Alberto Ballay                              | 10 de diciembre de 2015 - 10 de diciembre de 2023                                                   |
| Ministerio de Producción                                | Carlos Schepens                                  | 10 de diciembre de 2015 - 3 de noviembre de 2017                                                    |
| Ministerio de Planeamiento, Infraestructura y Servicios | Luis Alberto Benedetto                           | 10 de diciembre de 2015 - 10 de diciembre de 2023                                                   |
| Ministerio de Turismo                                   | Adrián Federico Fuertes                          | 10 de diciembre de 2015 - 3 de noviembre de 2017                                                    |
| Ministerio de Desarrollo Social                         | Marisa Paira María Laura Stratta                 | 10 de diciembre de 2019 - 10 de diciembre de 2023 10 de diciembre de 2015 - 10 de diciembre de 2019 |
| Ministerio de Salud                                     | Sonia Mabel Velázquez Ariel Lisandro de la Rosa  | 12 de junio de 2017 - 10 de diciembre de 2023 10 de diciembre de 2015 - 12 de junio de 2017         |
| Secretarías de Estado del Gobierno de Gustavo Bordet    |                                                  | |
| Cartera                                                 | Titular                                          | Período                                                                                             |
| Secretaría General de la Gobernación                    | Edgardo Darío Kueider                            | 10 de diciembre de 2015 - 10 de diciembre de 2019                                                   |
| Secretaría de Producción                                | Álvaro Manuel Gabás                              | 10 de noviembre de 2017 - 10 de diciembre de 2023                                                   |
| Secretaría de Turismo y Cultura                         | Ana Carolina Gaillard                            | 11 de noviembre de 2017 - 10 de diciembre de 2019                                                   |